# George Archer

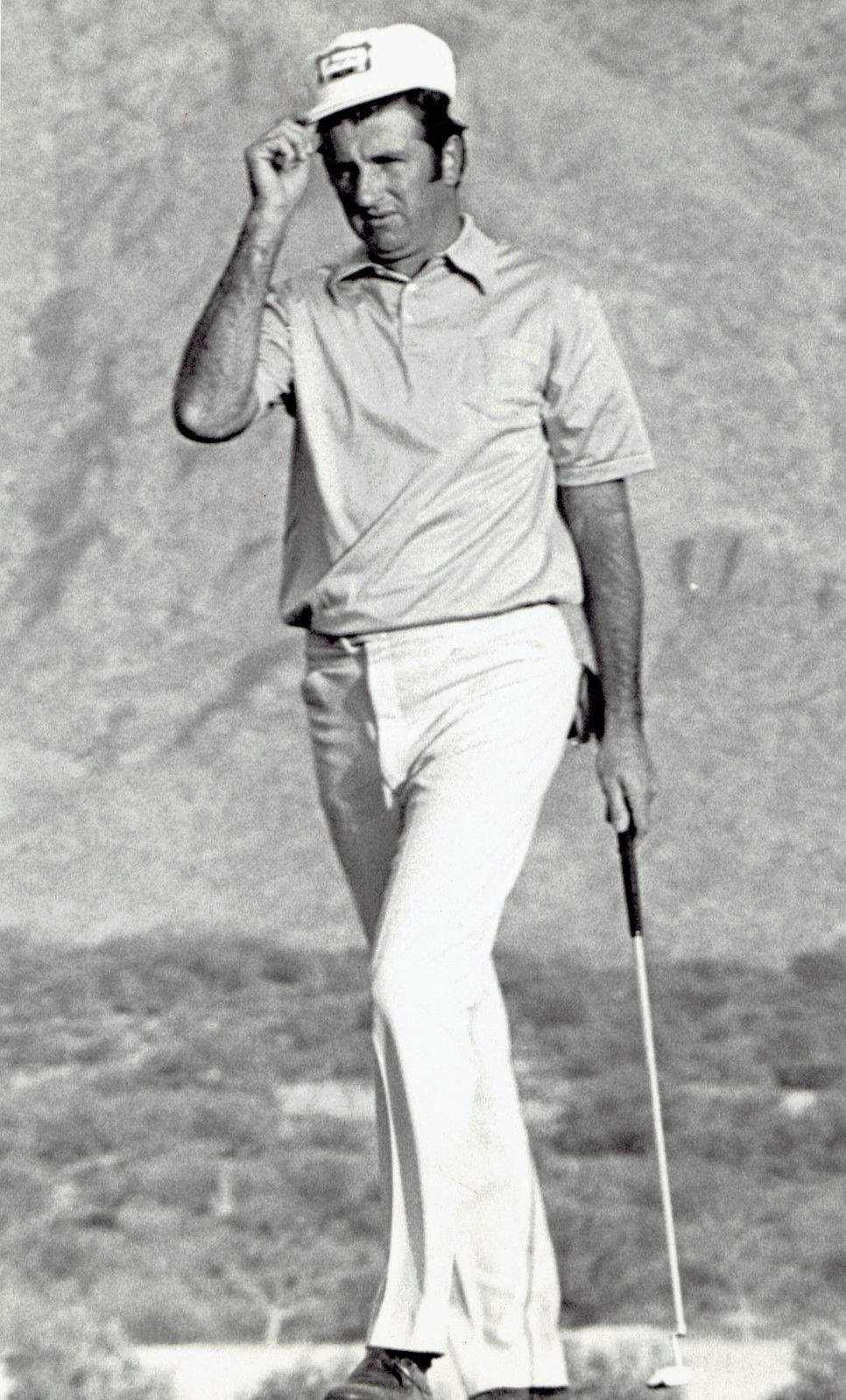

George Archer, född 1 oktober 1939 in San Francisco i Kalifornien, död 25 september 2005 i Incline Village i Nevada, var en amerikansk golfspelare.
Archer var 197 centimeter lång och som barn drömde han om att bli basketspelare men som tonåring bestämde han sig för golfen efter att ha arbetat som caddie på sin golfklubb. Han blev professionell 1964 och året efter vann han sin första PGA-tävling i Lucky International Open. Hans största seger i karriären var då han vann majortävlingen The Masters Tournament 1969. Hans övriga placeringar bland de tio bästa i majortävlingarna kom i US Open 1969 (10:a) och 1971 (5:a) samt i PGA Championship 1968 (4:a).
Archer var ofta drabbad av skador under sin karriär och opererade sin vänstra handled 1975, ryggen 1979, sin vänstra axel 1987 och 1996 bytte han sin högra höftled.
Han vann 19 tävlingar på Champions Tour mellan 1989 och 2000 men han vann aldrig någon senior major.
Archer anses av många vara en av de bästa puttarna genom tiderna och under en period hade han rekordet över minst antal puttar under fyra rundor med 95 puttar i Sea Pines Heritage Classic 1980. Han spelade aldrig i Ryder Cup, då denna tävling inte betraktades som intressant bland de amerikanska toppspelarna när Archer låg på toppen av sin karriär.

## Meriter

### Majorsegrar
- 1969 The Masters Tournament

### PGA-segrar
- 1965 Lucky International Open
- 1967 Greater Greensboro Open
- 1968 Pensacola Open Invitational, Greater New Orleans Open Invitational
- 1969 Bing Crosby National Pro-Am
- 1971 Andy Williams-San Diego Open Invitational, Greater Hartford Open Invitational
- 1972 Glen Campbell-Los Angeles Open, Greater Greensboro Open
- 1976 Sahara Invitational
- 1984 Bank of Boston Classic

### Övriga segrar
- 1963 Trans-Mississippi Amateur, Northern California Open, Northern California Medal Play, San Francisco City Championship
- 1968 PGA National Team Championship (med Bobby Nichols)
- 1969 Argentine Masters
- 1981 Colombian Open
- 1982 Philippines Invitational

### Segrar på Champions Tour
- 1989 Gatlin Brothers Southwest Classic
- 1990 MONY Senior Tournament of Champions, Northville Long Island Classic, GTE Northwest Classic,  Gold Rush at Rancho Murieta
- 1991 Northville Long Island Classic, GTE North Classic, Raley's Senior Gold Rush
- 1992 Murata Reunion Pro-Am, Northville Long Island Classic, Bruno's Memorial Classic
- 1993 Ameritech Senior Open, First of America Classic, Raley's Senior Gold Rush, PING Kaanapali Classic
- 1995 Toshiba Senior Classic, Cadillac NFL Golf Classic
- 1998 First of America Classic
- 2000 MasterCard Championship

### Övriga seniorsegrar
- 1990 Sports Shinko Cup, Princeville Classic
- 1991 Sports Shinko Cup
- 1994 Chrysler Cup